# Tereshkova (cráter)

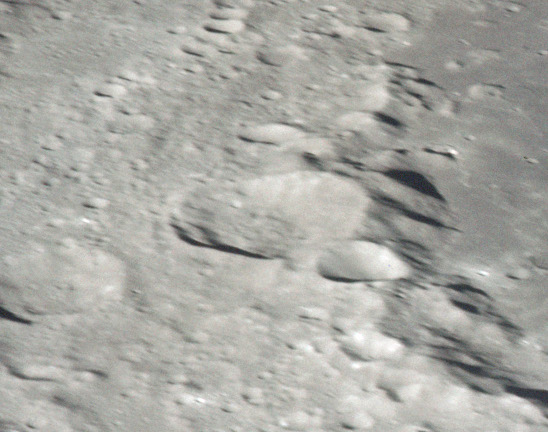
Fotografía de la misión Apolo 13

Tereshkova es un cráter de impacto relativamente pequeño perteneciente a la cara oculta de la Luna. Se localiza en el perímetro occidental del Mare Moscoviense, al sureste del cráter Feoktistov.
|  |  |

El borde de este cráter se asemeja a un hexágono de contorno redondeado. Posee un pequeño cráter en forma de copa cerca del borde exterior del borde sur. Las murallas orientales de este cráter se funden con el borde del Mare Moscoviense. El perfil del brocal está desgastado, pero solo cráteres minúsculos pican la superficie del borde y del interior del cráter.
Debe su nombre a la cosmonauta Valentina Tereshkova, la primera mujer en el espacio.

## Cráteres satélite
Por convención estos elementos son identificados en los mapas lunares poniendo la letra en el lado del punto medio del cráter que está más cercano a Tereshkova.
|            | \| Tereshkova \| Coordenadas \| Diámetro \| \| ---------- \| ------------------------------ \| -------- \| \| U \| 28°42′N 142°48′E / 28.7, 142.8 \| 23 km \| |          |
| Tereshkova | Coordenadas | Diámetro |
| U          | 28°42′N 142°48′E / 28.7, 142.8 | 23 km    |

## Referencias

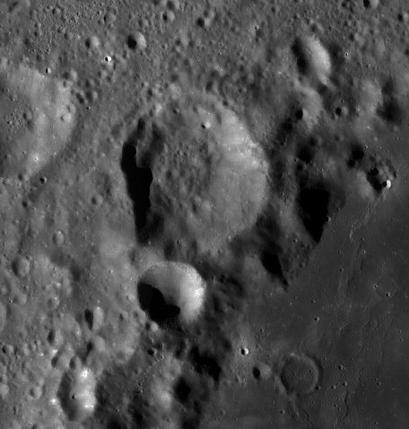
Fotografía de la misión Lunar Reconnaissance Orbiter